# Retromysis nura
Retromysis nura är en kräftdjursart som beskrevs av H. Wittmann 2004. Retromysis nura ingår i släktet Retromysis och familjen Mysidae. Inga underarter finns listade i Catalogue of Life.